# 텔레파시 (밴드)
텔레파시(Telepathy)는 대한민국의 록 밴드이다. 게토밤즈출신의 최석을 중심으로 황재연, 김기중이 모여 만든 일렉트로닉 록 밴드이다.

## 구성원
- 애시드펑크다이나마이트 (본명:최석, 1981년 5월 25일) - 보컬, 베이스, 신시사이저
- 정우진 (1982년 3월 15일) - 보컬, 기타
- 황재연 (1987년 11월 13일) - 기타, 신시사이저
- 김기중 - 드럼

### 이전 구성원
- 테테 (본명:임태혁, 1980년 5월 27일) - 베이스
- 이용진 (1983년 4월 4일) - 드럼 (2009년)
- 박유석 (1985년 6월 21일) - DJ

## 음반

### 싱글
- Techno Shoes (2012년)

### 앨범
- HUMAN EVOLUTION (2009년)
- Big wave (2010년)

## 수상 경력
- 2009년 루키 뮤직 어워드 6월의 인디뮤지션 부문
- 2009년 EBS 스페이스 공감 올해의 헬로루키 특별상